# Jelena Walerjewna Välbe
Jelena Walerjewna Välbe (russisch Елена Валерьевна Вяльбе), geborene Trubizyna, russisch Трубицына (* 24. April 1968 in Magadan), ist eine ehemalige russische Skilangläuferin. Zu Beginn ihrer Karriere startete sie für die Sowjetunion, 1992 unter den Farben der GUS, danach für Russland.
Jelena Välbe ist bis heute eine der erfolgreichsten Skilangläuferinnen. Bei Weltmeisterschaften gewann Välbe 14 Gold- und zwei Silbermedaillen. Sie war die überragende Athletin der Weltmeisterschaften 1997 in Trondheim, bei der sie in allen vier Einzelrennen und mit der russischen Staffel siegte. Bei den Juniorenweltmeisterschaften 1986 in Lake Placid gewann sie Bronze über 15 km und jeweils Silber über 5 km und mit der Staffel und bei den Juniorenweltmeisterschaften 1987 in Asiago Silber über 5 km und jeweils Gold über 15 km und mit der Staffel.
Välbe gewann mit der GUS-Staffel bei den Olympischen Spielen 1992 in Albertville die Goldmedaille. Diesen Erfolg konnte sie mit der russischen Staffel 1994 in Lillehammer und 1998 in Nagano wiederholen. Ein Einzelsieg bei Olympischen Spielen war ihr hingegen nicht vergönnt, sie gewann aber 1992 vier weitere Bronzemedaillen.
Die Gesamtwertung des Skilanglauf-Weltcups gewann Välbe insgesamt fünf Mal, in den Jahren 1989, 1991, 1992, 1995 und 1997. Sie hielt lange den Rekord für die Anzahl Siege (45) und Podestplätze (81) in Weltcuprennen. 1992 erhielt Välbe die Holmenkollen-Medaille.
Nach ihrer aktiven Karriere wurde Välbe Präsidentin des russischen Langlauf-Verbandes.
Jelena Välbe war mit dem estnischen Skilangläufer Urmas Välbe verheiratet, mit dem sie einen Sohn (* 1987) hat und dessen Familiennamen sie auch nach der Scheidung und in ihrer zweiten Ehe mit einem russischen Geschäftsmann beibehielt. Aus der zweiten Ehe hat Välbe zwei Töchter (* 2002 und 2014).

## Erfolge

### Olympische Winterspiele
- 1992 in Albertville: Gold mit der Staffel, Bronze über 5 km, Bronze über 15 km, Bronze über 30 km, Bronze im Verfolgungsrennen
- 1994 in Lillehammer: Gold mit der Staffel
- 1998 in Nagano: Gold mit der Staffel

### Weltmeisterschaften
- 1989 in Lahti: Gold über 10 km, Gold über 30 km, Silber mit der Staffel
- 1991 im Val di Fiemme: Gold über 10 km, Gold über 15 km, Gold mit der Staffel
- 1993 in Falun: Gold über 15 km, Gold mit der Staffel
- 1995 in Thunder Bay: Gold über 30 km, Gold mit der Staffel, Silber über 15 km
- 1997 in Trondheim: Gold über 5 km, Gold über 15 km, Gold über 30 km, Gold im Verfolgungsrennen, Gold mit der Staffel

### Weltcupsiege im Einzel
| Nr. | Datum             | Ort            | Disziplin                         |
| --- | ----------------- | -------------- | --------------------------------- |
| 1.  | 14. Dezember 1988 | Campra         | 15 km Freistil Individualstart    |
| 2.  | 7. Januar 1989    | Kavgolovo      | 15 km klassisch Individualstart   |
| 3.  | 19. Februar 1989  | Lahti          | 10 km Freistil Individualstart 1  |
| 4.  | 26. Februar 1989  | Lahti          | 30 km Freistil Individualstart 1  |
| 5.  | 11. März 1989     | Falun          | 15 km Freistil Individualstart    |
| 6.  | 20. Februar 1990  | Val di Fiemme  | 10 km Freistil Individualstart    |
| 7.  | 1. März 1990      | Lahti          | 5 km Freistil Individualstart     |
| 8.  | 15. Dezember 1990 | Davos          | 15 km klassisch Individualstart   |
| 9.  | 20. Dezember 1990 | Les Saisies    | 5/10 km Verfolgung                |
| 10. | 5. Januar 1991    | Minsk          | 30 km klassisch Individualstart   |
| 11. | 8. Februar 1991   | Val di Fiemme  | 15 km klassisch Individualstart 2 |
| 12. | 10. Februar 1991  | Val di Fiemme  | 10 km Freistil Individualstart 2  |
| 13. | 2. März 1991      | Lahti          | 15 km Freistil Individualstart    |
| 14. | 9. März 1991      | Falun          | 15 km Freistil Individualstart    |
| 15. | 16. März 1991     | Oslo           | 5 km Freistil Individualstart     |
| 16. | 7. Dezember 1991  | Silver Star    | 5 km klassisch Individualstart    |
| 17. | 14. Dezember 1991 | Thunder Bay    | 5 km Freistil Individualstart     |
| 18. | 4. Januar 1992    | Kavgolovo      | 15 km klassisch Individualstart   |
| 19. | 14. März 1992     | Vang           | 15 km Freistil Individualstart    |
| 20. | 9. Januar 1993    | Ulrichen       | 10 km klassisch Individualstart   |
| 21. | 19. Februar 1993  | Falun          | 15 km klassisch Individualstart 3 |
| 22. | 19. März 1993     | Štrbské Pleso  | 10 km klassisch Individualstart   |
| 23. | 11. Dezember 1993 | Santa Caterina | 5 km klassisch Individualstart    |
| 24. | 18. Dezember 1993 | Davos          | 10 km Freistil Individualstart    |
| 25. | 27. November 1994 | Kiruna         | 5 km klassisch Individualstart    |
| 26. | 14. Dezember 1994 | Tauplitzalm    | 10 km klassisch Individualstart   |
| 27. | 17. Dezember 1994 | Sappada        | 15 km Freistil Individualstart    |
| 28. | 20. Dezember 1994 | Sappada        | 5 km Freistil Individualstart     |
| 29. | 7. Januar 1995    | Östersund      | 30 km Freistil Individualstart    |
| 30. | 14. Januar 1995   | Nové Město     | 15 km klassisch Individualstart   |
| 31. | 5. Februar 1995   | Falun          | 10 km Freistil Individualstart    |
| 32. | 18. März 1995     | Thunder Bay    | 30 km Freistil Individualstart 4  |
| 33. | 24. März 1995     | Sapporo        | 15 km Freistil Individualstart    |
| 34. | 9. Dezember 1995  | Davos          | 5 km Freistil Individualstart     |
| 35. | 13. Dezember 1995 | Brusson        | 10 km Freistil Individualstart    |
| 36. | 13. Januar 1996   | Nové Město     | 10 km klassisch Individualstart   |
| 37. | 4. Februar 1996   | Reit im Winkl  | 1 km Sprint Freistil              |
| 38. | 23. November 1996 | Kiruna         | 5 km Freistil Individualstart     |
| 39. | 5. Januar 1997    | Kavgolovo      | 15 km Freistil Individualstart    |
| 40. | 21. Februar 1997  | Trondheim      | 15 km Freistil Individualstart 5  |
| 41. | 23. Februar 1997  | Trondheim      | 5 km klassisch Individualstart 5  |
| 42. | 24. Februar 1997  | Trondheim      | 5/10 km Verfolgung 5              |
| 43. | 1. März 1997      | Trondheim      | 30 km klassisch Individualstart 5 |
| 44. | 8. März 1997      | Falun          | 5 km Freistil Individualstart     |
| 45. | 20. Dezember 1997 | Davos          | 15 km klassisch Individualstart   |

### Siege bei Continental-Cup-Rennen
| Nr. | Datum            | Ort    | Disziplin       | Serie           |
| --- | ---------------- | ------ | --------------- | --------------- |
| 1.  | 16. Februar 1997 | Berkåk | 15 km klassisch | Continental-Cup |

### Weltcup-Gesamtplatzierungen
| Saison  | Gesamt | Gesamt | Langdistanz | Langdistanz | Sprint | Sprint |
| Saison  | Punkte | Platz  | Punkte      | Platz       | Punkte | Platz  |
| ------- | ------ | ------ | ----------- | ----------- | ------ | ------ |
| 1986/87 | 19     | 23.    | -           | -           | -      | -      |
| 1987/88 | -      | -      | -           | -           | -      | -      |
| 1988/89 | 167    | 1.     | -           | -           | -      | -      |
| 1989/90 | 137    | 2.     | -           | -           | -      | -      |
| 1990/91 | 220    | 1.     | -           | -           | -      | -      |
| 1991/92 | 169    | 1.     | -           | -           | -      | -      |
| 1992/93 | 710    | 2.     | -           | -           | -      | -      |
| 1993/94 | 570    | 3.     | -           | -           | -      | -      |
| 1994/95 | 1060   | 1.     | -           | -           | -      | -      |
| 1995/96 | 945    | 2.     | -           | -           | -      | -      |
| 1996/97 | 940    | 1.     | 340         | 1.          | 472    | 2.     |
| 1997/98 | 246    | 12.    | 136         | 5.          | 110    | 18.    |